# シャーロック・ホームズの冒険

The Adventures of Sherlock Holmes、1892年の初版本

『シャーロック・ホームズの冒険』（シャーロック・ホームズのぼうけん、The Adventures of Sherlock Holmes）は、イギリスの小説家、アーサー・コナン・ドイルによる短編集。シャーロック・ホームズシリーズの一つで、五つの短編集のうち最初に発行された作品である。1892年の発行で、イギリスの『ストランド・マガジン』1891年7月号から1892年6月号にかけて発表された12の短編を収録している。
『ストランド・マガジン』連載時にはシドニー・パジェットが挿絵を担当した。

## 初版
イギリスでの初版はジョージ・ニューンズ社から1892年10月14日に、アメリカでの初版はハーパー・アンド・ブラザーズ社から10月15日に出版された。
イギリスで出版された単行本の初版は1万部で、大量に発行された『ストランド・マガジン』の合本版と競合していた。年内に8000部が売れていたが、ドイルは翌1893年1月に新聞各紙へ自腹を切って『シャーロック・ホームズの冒険』の広告を出している。初版は間もなく完売し、1893年と1894年に5000部ずつ増刷された。

## 第一シリーズと第二シリーズ
収録された12の短編は、第一シリーズの6編と第二シリーズの6編に分けることができ、見出しの相違ではっきり区別する事ができる。
第一シリーズは1891年7月号から『Adventures of Sherlock Holmes』（シャーロック・ホームズの冒険）のタイトルで連載が始まり、題名は「Adventures of Sherlock Holmes. ADVENTURE I.―A SCANDAL IN BOHEMIA.」（冒険その一――ボヘミアの醜聞）、「Adventures of Sherlock Holmes. ADVENTURE II.―THE RED-HEADED LEAGUE.」（冒険その二――赤毛組合）のような形式であった。
ドイル自身はホームズ物語の執筆は6編で終わりにしようと考えていたが、『ストランド・マガジン』での連載が好評だったため、編集部から続きを書くよう強く依頼された。はじめドイルはこれを拒絶していたが、原稿料の上昇などにより、執筆を継続することになる。
第二シリーズは引き続き1892年1月号から連載された。短編の題は「The Adventure of」をつけたものへ変わり、「Adventures of Sherlock Holmes. VII.―THE ADVENTURE OF THE BLUE CARBUNCLE.」（その七――青い紅玉の冒険）、「Adventures of Sherlock Holmes. VIII.―THE ADVENTURE OF THE SPECKLED BAND.」（その八――まだらの紐の冒険）といった形式になった。
単行本へ収録される際には、第一シリーズにも「The Adventure of」がつけられ、「The Adventures of A Scandal in Bohemia」（ボヘミアの醜聞の冒険）、「The Adventure of The Red-Headed League」（赤毛組合の冒険）などとなっている。

## グラナダ・テレビ版
舞台や映画、テレビドラマの原作として世界中で有名になったが、中でも1980年代にグラナダテレビ制作、ジェレミー・ブレット主演でテレビドラマ化された『シャーロック・ホームズの冒険』シリーズは特に有名で、日本でもNHKが放送した（その際、ホームズ役の吹き替えは露口茂が担当）。最近ではスカパー!、ケーブルテレビなどでミステリチャンネルが放送している。

## 収録作品
タイトルは『ストランド・マガジン』に掲載されたもの。日本語版では訳者により様々な訳題が使用されている。括弧内は掲載号。
- A Scandal in Bohemia - ボヘミアの醜聞（1891年7月号）
- The Red-Headed League - 赤毛組合（1891年8月号）
- A Case Of Identity - 花婿失踪事件（1891年9月号）
- The Boscombe Valley Mystery - ボスコム渓谷の惨劇（1891年10月号）
- The Five Orange Pips - オレンジの種五つ（1891年11月号）
- The Man with the Twisted Lip - 唇のねじれた男（1891年12月号）
- The Adventure of the Blue Carbuncle - 青い紅玉（1892年1月号）
- The Adventure of the Speckled Band - まだらの紐（1892年2月号）
- The Adventure of the Engineer's Thumb - 技師の親指（1892年3月号）
- The Adventure of the Noble Bachelor - 独身の貴族（1892年4月号）
- The Adventure of the Beryl Coronet - 緑柱石の宝冠（1892年5月号）
- The Adventure of the Copper Beeches - ぶな屋敷（1892年6月号）